# Nor-
Das Akronym Nor- wurde in der chemischen Nomenklatur organischer Verbindungen zur Kennzeichnung mehrerer unterschiedlicher Strukturelemente genutzt.
Diese Art der chemischen Namenszuordnung ist heute als halbsystematisch zu betrachten, sie wird von den aktuellen Konventionen der systematischen Benennung durch die IUPAC nicht mehr unterstützt. Dennoch sind weiterhin viele historisch zugewiesene Bezeichnungen mit Nor- in Gebrauch.
Der Abkürzung Nor- wurden verschiedene Bedeutungen zugeschrieben, so „Normal-Verbindung“, aber auch N-Atom ohne Radikal oder englisch no-radical.

## Verwendung

Noradrenalin
Adrenalin
L-Norleucin
L-Leucin

Generell diente es dazu, um eine strukturelle Beziehung zu einer verwandten chemischen Verbindung anzuzeigen. Der Unterschied beider Strukturen bestand regelmäßig darin, dass die Nor-Verbindung über eine Methylgruppe, eine Methyleneinheit oder eine Methingruppe weniger verfügt als die Bezugsverbindung. Sie zeigt also fehlende Methylreste, kürzere Seitenketten oder Ringe mit weniger Ringgliedern.
Die jeweilige Position eines fehlenden C-Atome konnte dabei mit einer Stellungsziffer (Lokant) angezeigt werden.

### Naturstoffe
Bei Naturstoffen wurde so die (teilweise mehrfache) Demethylierung gegenüber einer Stammverbindung verdeutlicht. Beispiele hierfür sind neben Noradrenalin auch Norbixin, Norcaran, Norephedrin, Nornicotin, Norpinan und 19-Nortestosteron.

### Aminosäuren
Norleucin und Norvalin sind die unverzweigten Isomere der sonst verzweigten Aminosäuren Leucin und Valin. Das Präfix Nor- steht hier für normale oder n-Aminosäure und geht nicht mit einer Reduzierung der Anzahl der C-Atome einher.

## Verwandte Akronyme
Beim Fehlen von zwei oder mehr C-Atomen wurden gelegentlich die Bezeichnungen Binor-, Trinor- (veraltet auch Bisnor-, Trisnor-) etc. verwendet. Das Fehlen längerer Kohlenstoffketten wurde durch das Präfix Apo- angezeigt.
Kettenverlängerungen oder Ringerweiterungen wurden durch Homo- gekennzeichnet.